# La Hiniesta
La Hiniesta est une municipalité espagnole de la communauté autonome de Castille-et-León et de la province de Zamora. En 2024, elle comptait 307 habitants.

## Géographie
La ville de La Hiniesta est située à une dizaine de kilomètres au nord-ouest de la capitale provinciale de Zamora , sur le plateau castillan, à une altitude d'environ 690 m.

## Histoire
La fondation de la ville remonte à la période de la Reconquête (reconquista ) et du repeuplement ( repoblación ) au XIIe siècle. La légende raconte que le roi castillan Sanche IV (règne 1284-1295) trouva lors d'une chasse une image de la Vierge Marie dans un genêt (hiniesta) et finança  en 1290 la construction d'une collégiale, exemptant les habitants de taxes et impôts. La ville connut alors une période de prospérité.

## Climat
Le climat y est plutôt froid en hiver, mais chaud voire très chaud en été ; les précipitations, plutôt rares (environ 470 mm/an), sont réparties tout au long de l'année.

## Développement démographique
| Année     | 1857 | 1900 | 1950 | 2000 | 2020 | 2024 |
| Résidents | 582  | 866  | 728  | 383  | 313  | 307  |

Jusqu'aux années 1920, le village voisin de Roales appartenait également à la municipalité de La Hiniesta. En raison de la mécanisation de l'agriculture , de l'abandon des petites exploitations agricoles et des pertes d'emplois qui en ont résulté, la population de la municipalité a décliné continuellement depuis les années 1950 (exode rural), atteignant son plus bas niveau ces dernières années.

## Économie
L'agriculture joue traditionnellement le rôle le plus important dans l'économie de la municipalité ; les excédents sont vendus ou échangés sur les marchés de Zamora.

## Tourisme
La collégiale Santa María la Real, construite en pierre de taille et surmontée d'un clocher-mur transversal ajouté à l' époque baroque , est un édifice gothique à nef unique de la fin du XIIIe siècle, doté d'un  portail au tympan figuratif protégé par un porche orné de figures peintes sur les jambages latéraux.  D'autres figures du début du XIIIe siècle sont visibles à l'intérieur de l'église,.

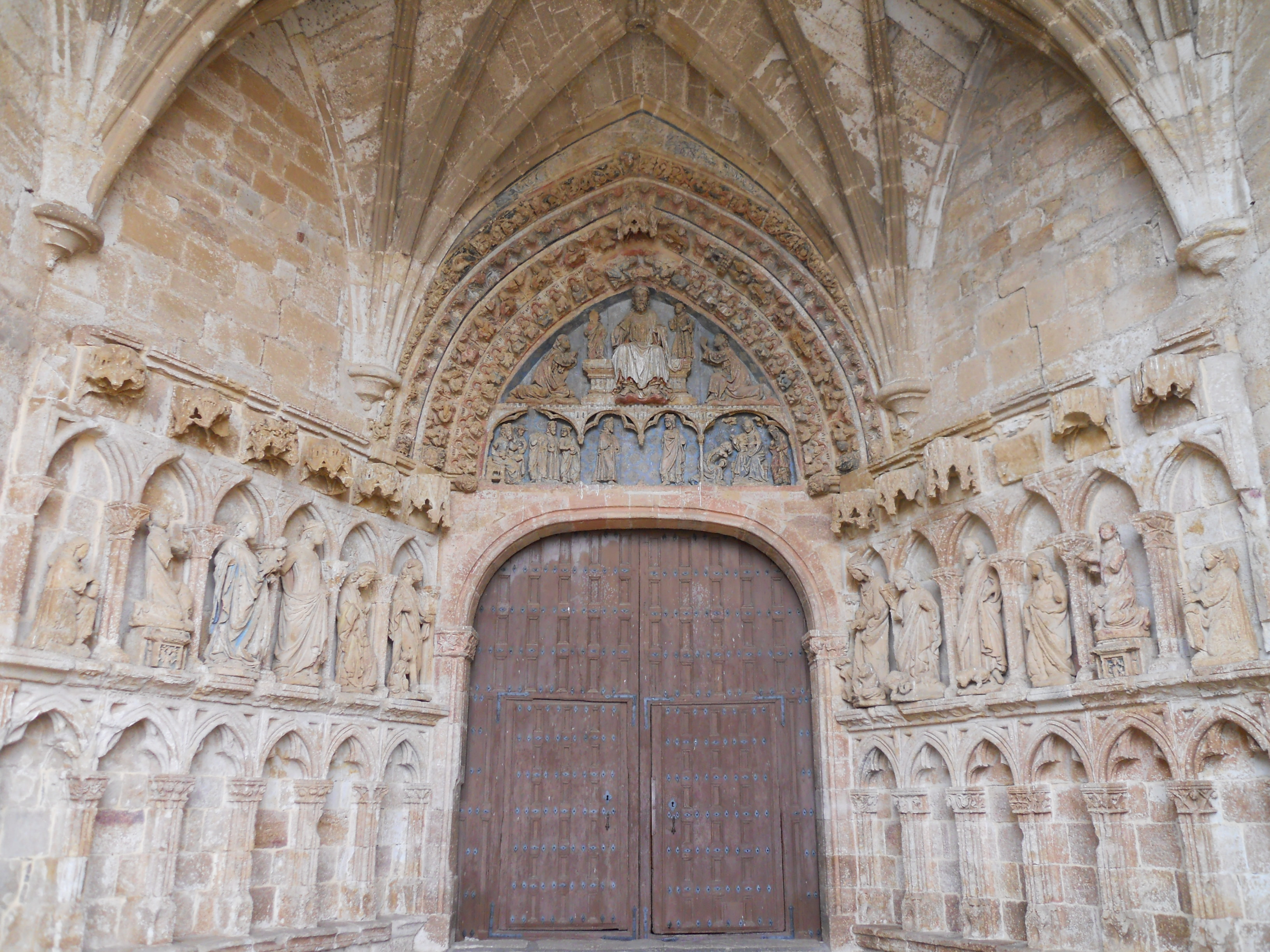
Portail de l'église